# 딤플스
딤플스(Dimples)는 미국에서 제작된 윌리엄 A. 사이터 감독의 1936년 영화이다. 셜리 템플 등이 주연으로 출연하였고 너널리 존슨 등이 제작에 참여하였다.

## 출연

### 주연
- 셜리 템플
- 프랭크 모건

### 조연
- 로버트 켄트
- 헬렌 웨스틀리
- 아스트리드 앨윈
- 버튼 처칠
- 폴 스탠턴
- 줄리어스 태넌
- 존 캐러딘
- 잭 클리포드
- 아서 에이리스워스
- 레너드 커브릭
- 제스 스콧

## 제작진
- 의상: 그웬 웨이클링